# Farquharsonia manicata
Farquharsonia manicata är en tvåvingeart som först beskrevs av Edwards 1929.  Farquharsonia manicata ingår i släktet Farquharsonia och familjen gallmyggor. Inga underarter finns listade i Catalogue of Life.